# Christopher Sims

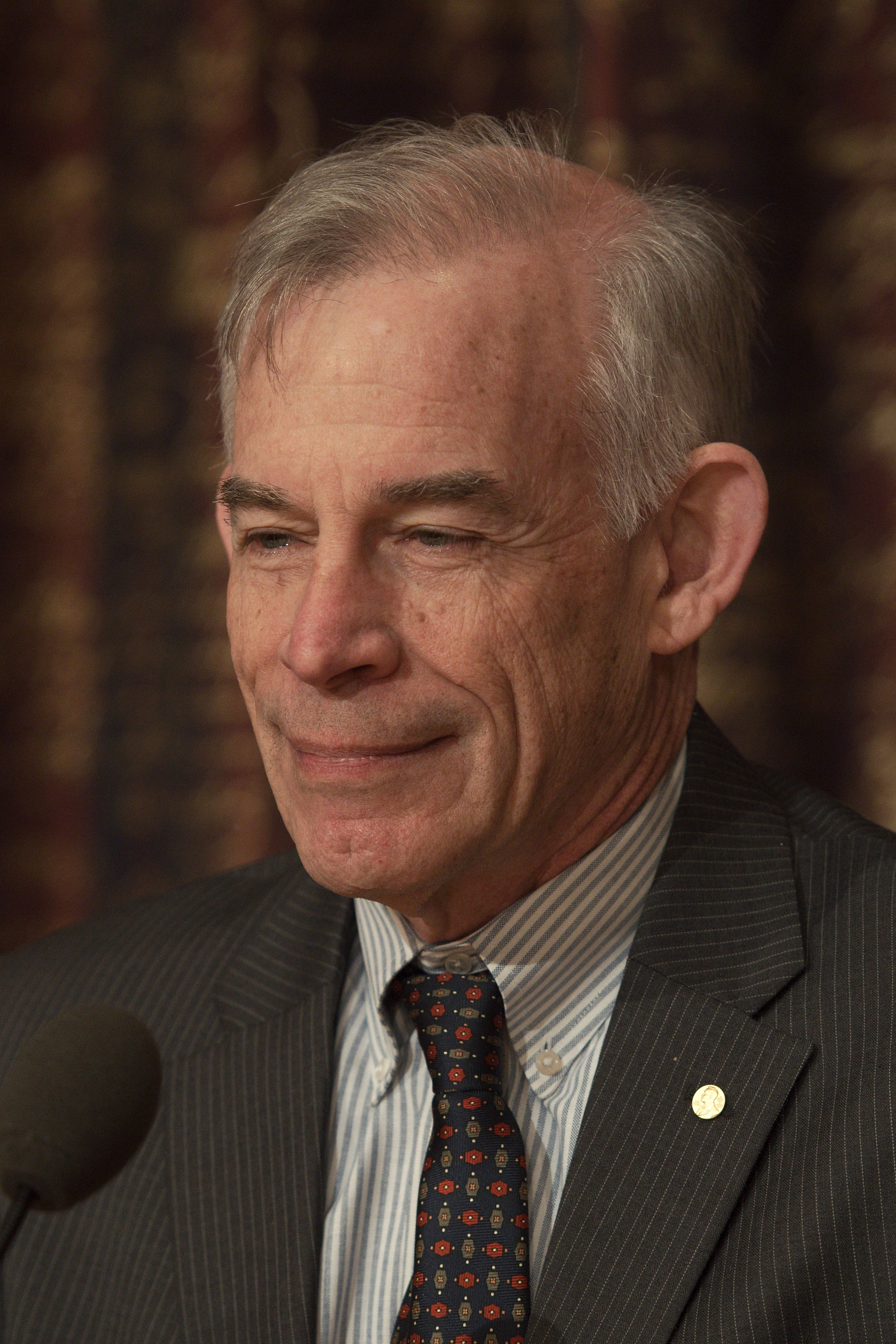
Christopher Sims, 2011

Christopher Albert Sims (* 21. Oktober 1942 in Washington, D.C.) ist ein US-amerikanischer Wirtschaftswissenschaftler. 2011 erhielt er den Alfred-Nobel-Gedächtnispreis für Wirtschaftswissenschaften gemeinsam mit Thomas Sargent für seine Forschung auf dem Gebiet der Makroökonomie.

## Leben
1959 begann Christopher Sims ein Studium an der Harvard University, das er 1963 mit dem Bachelor in Mathematik abschloss. 1968 wurde er ebendort zum Ph. D. in Wirtschaftswissenschaften promoviert. Nach weiteren zwei Jahren als Assistenzprofessor in Harvard, wechselte er 1970 an die University of Minnesota, wo er bis 1974 Associate Professor und dann bis 1990 Professor war. Von 1990 bis 1999 lehrte er als Henry Ford II Professor an der Yale University, bevor er 1999 an die Princeton University ging. Dort war er Professor für Ökonomie und von 2004 bis 2012 Harold H. Helm '20 Professor of Economics and Banking, seit 2012 ist er dort John J. F. Sherrerd ‘52 University Professor of Economics. Gastprofessorenaufenthalte führten ihn 1974 nach Yale und 1979/80 ans Massachusetts Institute of Technology (MIT).
Sims arbeitet auf dem Gebiet der Makroökonomie und der Ökonometrie. Außerdem ist er für vektorautoregressive Modelle bekannt.
Im Jahr 2012 stand Sims der American Economic Association als gewählter Präsident vor.

## Mitgliedschaften
- 1975 Econometric Society (1995 deren Präsident)
- 1988 American Academy of Arts and Sciences
- 1989 National Academy of Sciences
- 2012 American Philosophical Society[4]

## Werke
- The Dynamics of Productivity Change. A Theoretical and Empirical Study. Dissertation, Harvard University, 1968.
- Herausgeber: Advances in econometrics. Sixth world congress. (Papers given at the Sixth World Congress of the Econometric Society in Barcelona in August 1990.) University Press, Cambridge [u. a.] 1994, ISBN 0-521-44459-4

Artikel (Auswahl)
- Discrete Approximations to Continuous Time Distributed Lags in Econometrics. In: Econometrica. Band 39, Nr. 3, 1971, S. 545–563
- Distributed Lag Estimation When the Parameter Space is Explicitly Infinite-Dimensional. In: Annals of Mathematical Statistics. Band 42, Nr. 5, 1971, S. 1622–1636.
- Money, Income, and Causality. In: American Economic Review. Band 62, Nr. 4, 1972, S. 540–552
- Seasonality in Regression. In: Journal of the American Statistical Association. Band 69, 1974, S. 618–627
- Exogeneity and causal orderings in macroeconometric models. In: New methods in business cycle research. Federal Reserve Bank of Minneapolis, Minneapolis 1977.
- Macroeconomics and Reality. In: Econometrica. Band 48, Nr. 1, 1980, S. 1–48
- Policy Analysis with Econometric Models. In: Brookings Papers on Economic Activity. Band 13, 1982, S. 107–164.
- mit: Harald Uhlig: Understanding Unit Rooters. A Helicopter Tour. In: Econometrica. Band 59, Nr. 6, 1991, S. 1591–1599
- mit Eric M. Leeper: Towards a Modern Macroeconomic Model Usable for Policy Analysis. In: NBER Macroeconomics Annual. MIT Press, 1994, S. 81–118
- A Simple Model for Study of the Determination of the Price Level and the Interaction of Monetary and Fiscal Policy. In: Economic Theory. Springer, Band 4, Nr. 3, 1994, S. 381–399.
- Macroeconomics and Methodology. In: Journal of Economic Perspectives. Band 10, Nr. 1, 1996, S. 105–120
- mit Eric M. Leeper und Tao Zha: What Does Monetary Policy Do? In: Brookings Papers on Economic Activity. Band 27, 1996, S. 1–78
- mit Tao Zha: Bayesian Methods for Dynamic Multivariate Models. In: International Economic Review. Band 39, Nr. 4, 1998, S. 949–968
- Role of interest rate policy in the generation and propagation of business cycles. What has changed since the '30s?. Proceedings 1998 Boston FRB Annual Res. Conf., Federal Reserve Bank of Boston, 1999, S. 121–160
- mit Tao Zha: Error Bands for Impulse Responses. In: Econometrica. Band 67, Nr. 5, 1999, S. 1113–1156
- The Precarious Fiscal Foundations of EMU. In: De Economist. Band 147, Nr. 4, 1999, S. 415–436
- Fiscal consequences for Mexico of adopting the dollar. In: Journal of Money, Credit and Banking. Band 33, Nr. 2, 2001, S. 597–616
- Solving Linear Rational Expectations Models. In: Computational Economics. Band 20, Nr. 1/2, 2002, S. 1–20
- The Role of Models and Probabilities in the Monetary Policy Process. In: Brookings Papers on Economic Activity. Band 33, 2002, S. 1–62
- Rational Inattention. Beyond the Linear-Quadratic Case. In: American Economic Review. Band 96, Nr. 2, 2006, S. 158–163